# Победа (платформа, Киевское направление МЖД)
Побе́да — остановочный пункт Киевского направления Московской железной дороги в городе Апрелевка Московской области.

## Описание
Остановочный пункт открыт в 1951 году. В 1964 году исполком апрелевского городского Совета депутатов трудящихся планировал переименовать платформу Победа в Рощинскую. В связи с этим был издан соответствующий указ о переименовании.
На платформе останавливаются пригородные электропоезда, следующие далее до Апрелевки, Нары, Малоярославца, Калуги I, а также на Бекасово-Сорт. и Кресты. За платформой в сторону станции Апрелевка находится моторвагонное депо ТЧ-20 Апрелевка. До 2020 года на остановочном пункте — две боковые платформы и два пути. К северо-западу в выемке находится один вытяжной тупиковый путь от депо (к о.п. не относится). Платформы соединены надземным переходом (конкорсом), через который также осуществляется вход/выход.
О.п. относится к 5 тарифной зоне, время в пути от Киевского вокзала составляло около 48 минут. Касса присутствует.
С 14 января 2019 по 11 марта 2020 года платформа была закрыта на реконструкцию в связи со строительством дополнительных главных путей.

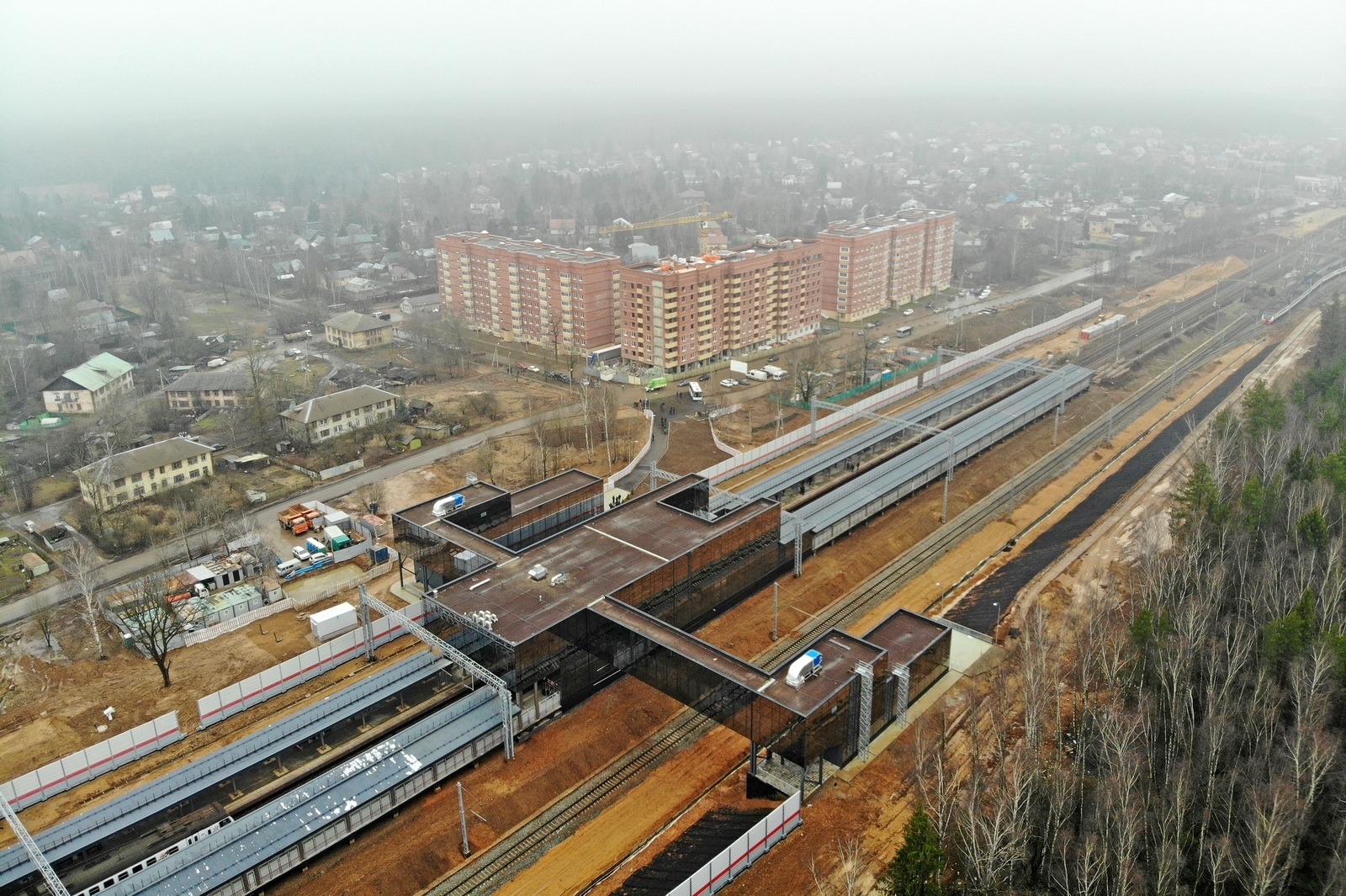
Платформа Победа после реконструкции

11 марта 2020 года открыта в присутствии глав Москвы и МО, в том числе надземный вестибюль (конкорс).